# María Magdalena (película de 2018)
María Magdalena es una película de drama bíblico de 2018 sobre la mujer del mismo nombre, escrita por Helen Edmundson y Philippa Goslett y dirigida por Garth Davis. Está protagonizada por Rooney Mara, Joaquin Phoenix, Chiwetel Ejiofor y Tahar Rahim.
La película tuvo su estreno mundial en The National Gallery el 26 de febrero de 2018. Se estrenó en el Reino Unido el 16 de marzo de 2018, por Focus Features, y en Australia, el 22 de marzo de 2018, por Transmission Films. Es la última banda sonora de película completada por el compositor Jóhann Jóhannsson antes de su muerte.

## Sinopsis
En el año 33 d. C., cuando Judea estaba bajo el control del Imperio Romano, una mujer llamada María, del pequeño pueblo de Magdala, comienza a seguir a Jesús de Nazaret, el fundador del cristianismo. Esto causa conflicto con los otros discípulos masculinos, incluido San Pedro. María sigue a Jesús hasta la Resurrección.

## Reparto
- Rooney Mara como María Magdalena.
- Joaquin Phoenix como Jesús.
- Chiwetel Ejiofor como Pedro.
- Tahar Rahim como Judas.
- Sarah-Sofie Boussnina como Martha.
- Hadas Yaron como Sara.
- Lubna Azabal como Susannah.
- Lior Raz como Magdala Community Leader.
- Ryan Corr como José.
- Jacopo Olmo Antinori como Magdala Man.
- Shira Haas como Leah.
- Uri Gavriel como Felipe.
- David Schofield como Tomás.
- Charles Babalola como Andrés.
- Tawfeek Barhom como Santiago.
- Tzachi Halevy como Efraín.
- Zohar Shtrauss como Juan.
- Michael Moshonov como Mateo.
- Ariane Labed como Raquel.
- Theo Theodoridis como Lazaro.
- Gaspare Alfano
- Daniele Diez
- Giovanni Cirfiera
- Irit Sheleg como María, madre de Jesús.

## Producción
En febrero de 2016, Rooney Mara se unió al elenco de la película para interpretar el papel de María Magdalena con Garth Davis dirigiendo la película, Universal Pictures, Film4 Productions y See-Saw Films coproducirían la película, con Iain Canning y Emile Sherman actuando como productores. En abril de 2016, Joaquin Phoenix estaba en conversaciones para retratar el papel de Jesucristo. En julio de 2016, Chiwetel Ejiofor y Tahar Rahim se unieron a la película. En septiembre de 2016, Hadas Yaron se incorporó al elenco de la película. Hildur Guðnadóttir y Jóhann Jóhannsson compusieron la banda sonora de la película, la final de este último antes de su muerte en febrero de 2018.

### Rodaje
La fotografía principal comenzó el 3 de octubre de 2016 y concluyó el 2 de diciembre de 2016. La película se rodó en Roma y en varias ubicaciones en el sur de Italia, incluyendo Matera en Basilicata, Gravina in Puglia en Apulia, Trapani en Sicilia y Nápoles en Campania.

## Estreno
En febrero de 2016, se informó que The Weinstein Company distribuiría la película. Originalmente estaba programada para ser estrenada en los Estados Unidos y Canadá el 24 de noviembre de 2017. En agosto de 2017, el estreno se retrasó hasta el 30 de marzo de 2018. En enero de 2018, se sacó del calendario. En marzo de 2018, se anunció que The Weinstein Company ya no distribuiría la película, y que los productores intentaban encontrar otro distribuidor para estrenar la película.
La película tuvo su estreno mundial en The National Gallery el 26 de febrero de 2018. Se proyectó en el Audi Dublin International Film Festival el 28 de febrero de 2018. Fue estrenadaen el Reino Unido el 16 de marzo de 2018, y en Australia el 22 de marzo de 2018.